# 诺伊迈尔冰川

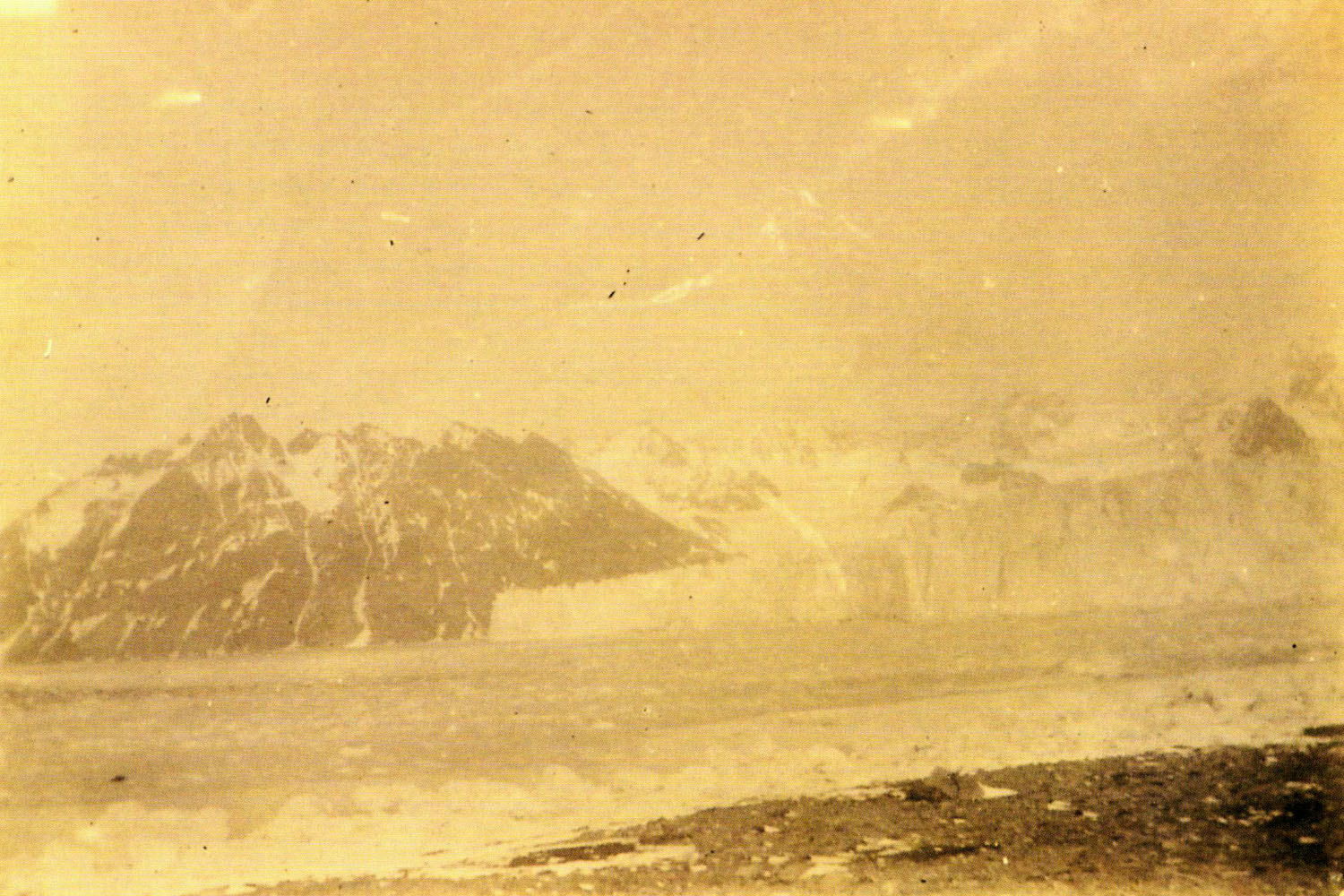

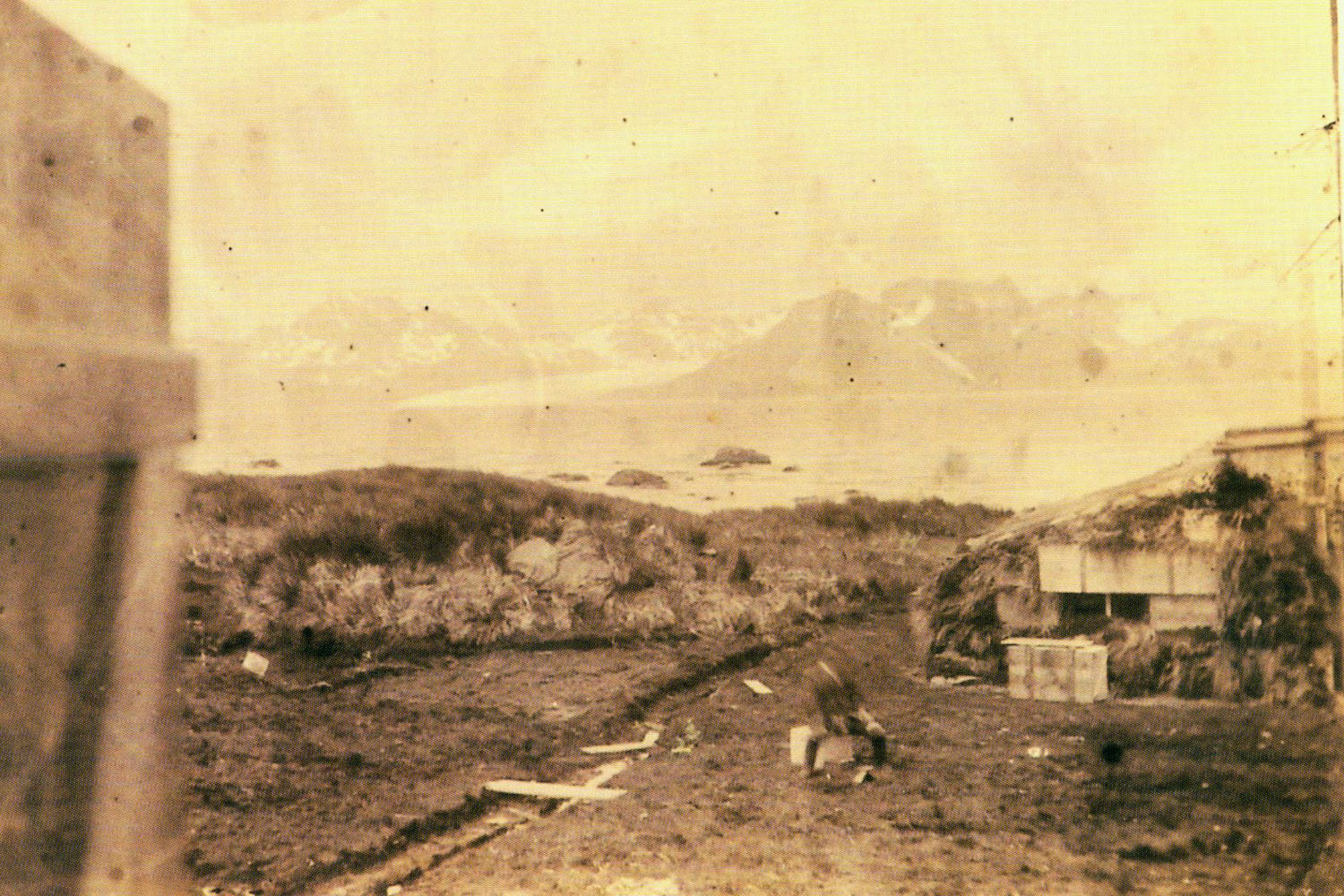

诺伊迈尔冰川（英語：Neumayer Glacier）是南極洲的冰川，位於南喬治亞島，流經阿勒代斯山脈北坡，長15公里、寬3.7公里，由瑞典探險隊繪入地圖，現時由英國海外領土管轄。该冰川以德国极地探险家格奥尔格·冯·诺伊迈尔命名。